# Tourismusmarketing
Tourismusmarketing hat primär zum Ziel, die Ankünfte und Übernachtungen von auswärtigen Gästen zu steigern.
Tourismusmarketing kooperiert dabei mit einer Vielzahl von Partnern. Kooperationspartner sind die Gebietskörperschaften, zuständige wirtschaftliche Behörden, Interessensvertretungen der Tourismuswirtschaft, Leistungsträger vor Ort wie gastgewerbliche Betriebe (z. B. Hotels, Restaurants), in den Bereichen Kultur und Kunst (z. B. Museen, Theater), Sport (z. B. Sportveranstalter, Sportstätten), Freizeit und Unterhaltung (z. B. Musicals, Shows) sowie ansässige überregional operierende Unternehmen und Messe- und Kongressveranstalter, aber auch Zulieferer der Leistungsträger sowie Verkehrsverbände des ÖPNV, Reiseveranstalter in den In- und Auslandsmärkten und Organisationen.  Die Kooperationspartner stellen die internen Zielgruppen dar. Die Trägerorganisationen des Tourismusmarketings nennt man Tourismusverband.
Kommunikationspolitische Maßnahmen im Tourismusmarketing richten sich jedoch vorrangig auf potenzielle Besucher. Dazu zählen Touristen, Messe- und Kongressbesucher, Geschäftsreisende sowie mittlere und große Reisegruppen.
Spezialformen:
- Stadtmarketing